# Губанова, Ирина Игоревна
Ири́на И́горевна Губа́нова (Ираи́да Губа́нова, 3 марта 1940, Ленинград — 15 апреля 2000, Москва) — советская и российская киноактриса, актриса дубляжа.

## Биография
Родилась 3 марта 1940 года в Ленинграде в семье служащих. Отец, Игорь Викторович Губанов (1913—?), оставил семью, когда дочери было семь лет. Мать, Антонина Сергеевна Минаева (1913—2004), воспитывала дочь одна.
С 1949 по 1958 год училась в Ленинградском хореографическом училище имени А. Я. Вагановой. Студенткой снимаясь в короткометражном фильме «Несчастливое число», познакомилась с актёром Сергеем Гурзо и вскоре стала его женой. 15 декабря 1959 года у них родилась дочь Анна, однако брак продлился всего несколько лет.
После окончания училища была принята в штат киностудии «Ленфильм» и вскоре была приглашена на роль Полины в фильм-оперу «Пиковая дама». Фактически эта работа проложила актрисе путь в большое кино. Вслед за этим последовали роли молодых героинь в фильмах «Горизонт» и «713-й просит посадку».
В 1963 году режиссёр Исидор Анненский снял Губанову в главной роли в картине «Первый троллейбус». Наряду с теми же лирическими героинями (Маша Донцова в «Зелёной карете», Купава в «Снегурочке») создавала интересные драматические образы, такие как Соня в «Войне и мире», Полина Ивагина в «Цементе», графиня Фоско в «Женщине в белом», Нелли Петровна в «Частной жизни». Прекрасно удавались и характерно-комедийные роли, среди которых нужно отметить принцессу Эльзу («Снежная королева»), Людмилу («Поздний ребёнок») и матушку Каролину («Небесные ласточки»).
В конце 1960-х годов стала женой Александра Харитоновича Аршанского, руководящего работника в области искусства. В 1978 году его перевели в Москву в связи с назначением на должность председателя «Совинфильма», и Губанова переехала вместе с ним.
Пробовалась на роль Анаис, которую впоследствии сыграла Екатерина Васильева, в фильм Леонида Квинихидзе «Соломенная шляпка» (1974).
С 1978 года — артистка Московского Театра-студии киноактёра. Проработала там до начала 1990-х годов.
Параллельно с актёрской деятельностью много работала на дубляже. В 1990-е годы озвучивание стало её основным ремеслом и средством существования. Сотрудничала с телеканалом НТВ и компаниями НТВ-Плюс и «AB-Video», озвучивая для них роли в зарубежных сериалах. Последней её работой стал документальный сериал «Холодная война».
Ушла из жизни после воспаления лёгких 15 апреля 2000 года в возрасте 60 лет. Урна с прахом захоронена на Серафимовском кладбище Санкт-Петербурга.

## Личная жизнь
- Первый муж — актёр Сергей Гурзо (1926—1974), брак продлился всего несколько лет.
  - Дочь — Анна Губанова (1959—2007), окончила Ленинградский институт культуры имени Крупской и работала в кинотеатре «Родина» методистом-организатором. В последние годы жизни матери она была нетрудоспособной по причине психического заболевания. Трагически погибла в возрасте 48 лет.
- Второй муж — Александр Харитонович Аршанский (1928—2003), организатор кинопроизводства, директор фильмов.

## Фильмография
- 1960 — Пиковая дама — Полина
- 1961 — Горизонт — Вера, выпускница
- 1961 — Человек идёт за солнцем
- 1962 — 713-й просит посадку — пассажирка-американка
- 1962 — Порожний рейс — курортолог
- 1963 — Первый троллейбус — Света Соболева
- 1963 — Принимаю бой — Тамара, рабочая из бригады Максимовой
- 1964 — Где ты теперь, Максим? — Алла
- 1965—1967 — Война и мир — Соня
- 1966 — Снежная королева — принцесса Эльза
- 1967 — Зелёная карета — Маша Донцова
- 1968 — Снегурочка — Купава
- 1968 — Виринея — библиотекарь Антонина Николаевна
- 1970 — Поздний ребёнок — Людмила
- 1970 — Начало — ассистент режиссёра
- 1970 — Ференц Лист. Грёзы любви — Ольга Янина
- 1971 — Где вы, рыцари? — Ольга
- 1973 — Каждый вечер после работы — Эллочка
- 1973 — Цемент — Поля Ивагина
- 1976 — Небесные ласточки — Каролина, настоятельница пансиона
- 1977 — Степанова памятка — Настя, мать Татьяны
- 1978 — Чужая — Лена, помощник режиссёра
- 1980 — День на размышление — Татьяна Александровна
- 1980 — Сицилианская защита — Янина Станиславовна Гронская, эксперт музея
- 1981 — Восьмое чудо света — Полина Чернова, врач
- 1981 — Женщина в белом — графиня Фоско
- 1981 — Женщины шутят всерьёз — Ирма, сотрудница НИИ
- 1982 — Частная жизнь — Нелли Петровна, секретарь
- 1983 — Высокая проба — Надежда, жена Ильина
- 1984 — Загадка Кальмана — Ирмгард, сиделка
- 1984 — Через все годы — Ольга Дружинина
- 1985 — Битва за Москву — Любовь Тимофеевна, мать Зои Космодемьянской
- 1985 — Соучастие в убийстве — мисс Саммерс
- 1986 — Путешествия пана Кляксы — королева Банялука
- 1986 — Лицом к лицу — Жаклин
- 1986 — Была не была — соседка
- 1986 — Соучастие в убийстве — Эва Саммерс, хозяйка магазина мод
- 1987 — Шантажист — директор школы
- 1989 — Сирано де Бержерак — дуэнья Роксаны
- 1990 — Хомо новус — директор школы
- 1990 — Овраги — женщина с папкой
- 1991 — Любовь — смертельная игра... — женщина в галерее
- 1992 — Лавка «Рубинчик и...» — обитательница свалки
- 1992 — Три дня вне закона — мать Маши
- 1992 — Прекрасная незнакомка — эпизод

## Дубляж и закадровое озвучивание
- 1952 — Мулен Руж — Катрин Кат — Ла Гулю
- 1965 — Доктор Живаго — Шивон Маккена — Анна
- 1972 — Монолог — Евгения Ханаева — Эльза Ивановна
- 1974 — Нападение на тайную полицию — Мирдза Мартинсоне — Аустра
- 1976 — Долгое путешествие к морю — Галина Даугуветите  — проводница
- 1976 — В тени меча — Велта Страуме — Хелена-Шарлотта
- 1977 — Звёздные войны. Эпизод IV: Новая надежда — Шелла Фрейзер — Беру Ларс
- 1978 — Смерть на Ниле — Лоис Чайлз — Линнет Дойль
- 1981 — Женщина французского лейтенанта — Мерил Стрип — Сара Вудраф / Анна
- 1981 — Профессионал — Элизабет Маргони — Жанна, жена Бомона
- 1983 — Мираж — Мирдза Мартинсоне — Джинни Гордон
- 1983 — Мисс Марпл в Вест-Индии — Хелен Хейс — Мисс Джейн Марпл
- 1984 — Убийство с зеркалами — Хелен Хейс — Мисс Джейн Марпл
- 1984—1992 — Мисс Марпл (телесериал) — Джоан Хиксон — Мисс Джейн Марпл
- 1987 — Дикая Роза — Глория Морель — Эдувихес
- 1987 — Сердце Ангела — Шарлотта Рэмплинг — Маргарет Крузмарк
- 1987 — Кингсайз — Лиза Махульска — Эва, модель, невеста Ольгерда
- 1987—1990 — Утиные истории — Джун Форей — Мамаша Гавс (в серии «Похитители роботов»); Магика Де Гипноз (в серии «Оборотни»)
- 1987 — Офицер с розой — Ксения Паич — Матильда Иванчич
- 1989 — Общество мёртвых поэтов — Джейн Мур — миссис Дэнбери; Карла Белвер — миссис Перри
- 1990 — Славные парни — Деби Мейзар — Сэнди; Иллеана Дуглас — Рози (дубляж Варус Видео)
- 1990 — Вид на жительство — Мэри Луиза Уилсон — миссис Шихан; Джесси Кеосян — миссис Бёрд (озвучание студии «СВ-Дубль» по заказу ВГТРК в 1996 году)
- 1990 — Битва трёх королей — Клаудия Кардинале — Роксолана, жена турецкого султана
- 1991 — Детектив Варшавски — Лотти
- 1994 — Аладдин — Кейт Малгрю — Царица Гипсодет (в эпизоде «Султан не промах»), Упо, Песчаная Ведьма
- 1994 — Любовная история
- 1995 — Маленькая принцесса — Элеанор Брон — мисс Минчин
- 1995 — Под знаком Скорпиона — Елена Аминова — гражданская жена Горького Мария Закревская-Бенкендорф-Будберг
- 1996 — У зеркала два лица — Лорен Бэколл — Ханна Морган, мать Роуз и Клэр
- 1996 — Клетка для пташек — Дайан Уист — Луиза Кили
- 1997 — Анастасия — Анджела Лэнсбери — императрица Мария Фёдоровна
- 1997 — Дон Кихот возвращается — Цветана Манева — Донна Тереза
- 1997 — Солдат Джейн (перевод телекомпании НТВ)
- 1997 — Бременские музыканты: Бесстрашная четвёрка[нем.] — Сова, жадная мадам, большая мама Берта
- 1998 — Наследство — Нина Фох — Элис Бэринг
- 1998 — Граф Монте-Кристо — часть женских ролей
- 1999 — Онегин — Айрини Уорт — принцесса Алина

## Озвучивание мультфильмов
- 1999 — Незнайка на Луне — ведущая канала «Лун-ТВ» (в эпизодах «Звёздочка», «Акционерное общество гигантских растений» и «Дорога домой»)